# Едіше (Ходжавендський район)
Едіше (азерб. Edişə) — село в Ходжавендському районі Азербайджану. Село розташоване за 2 км на захід від міста Гадрут.

## Історія
У 1993 році село було захоплено збройними силами Вірменії.
15 жовтня 2020 року внаслідок поновлених зіткнень у Карабасі село було звільнене Національною армією Азербайджану.

## Пам'ятки
В селі розташована церква Св. Ріпсіме (1898 р.) та кладовище 19 століття.